# Conférence Molé-Tocqueville

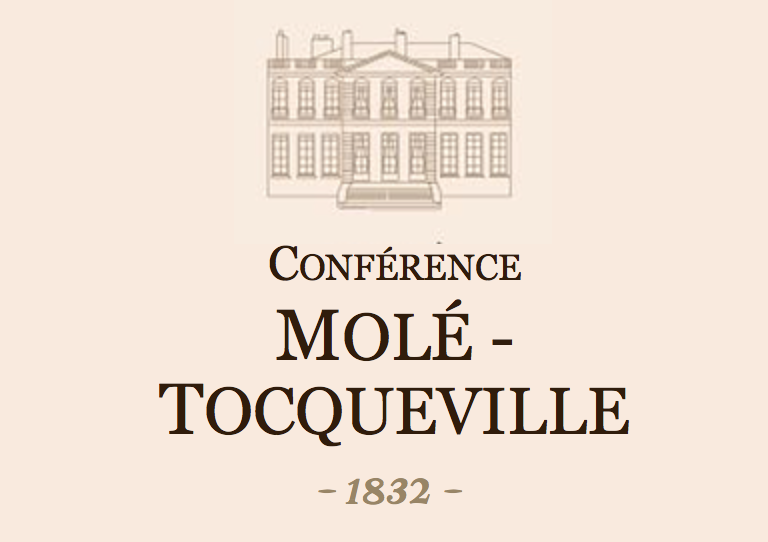
Conférence Molé-Tocqueville

Die Conférence Molé war eine französische Debattiergesellschaft, die 1832 gegründet wurde. Sie wurde 1876 in Conférence Molé-Tocqueville umbenannt. Dort wurde über Gesetzgebung, Verwaltung, politische Ökonomie und allgemeine Politik debattiert. Die Debatten waren den parlamentarischen Verfahren nachempfunden und dienten der Ausbildung künftiger Politiker. Die Gesellschaft war auch ein Ort, an dem sich junge Männer der Elite treffen und mit etablierten politischen Persönlichkeiten in Kontakt treten konnten. In den 1970er Jahren kam die Gesellschaft zum Erliegen, wurde aber in den 1990er Jahren wiederbelebt.
Die Conférence Molé-Tocqueville ist der älteste Debattierclub Frankreichs und neben der Oxford Union und der Cambridge Union eine der ältesten noch aktiven Debattiergesellschaften der Welt. Aus dieser Konferenz ging die größte Gruppe von Politikern der neueren französischen Geschichte hervor. Diese Institution war oft der Weg an die Spitze des Staates. Sie war wohl die einflussreichste derartige Institution ihrer Zeit, aber auch die am stärksten politisierte Konferenz seit der Restauration. Ihre Arbeitsweise inspirierte zahlreiche Vereinigungen, die den Begriff „Konferenz“ übernahmen.

## Geschichte

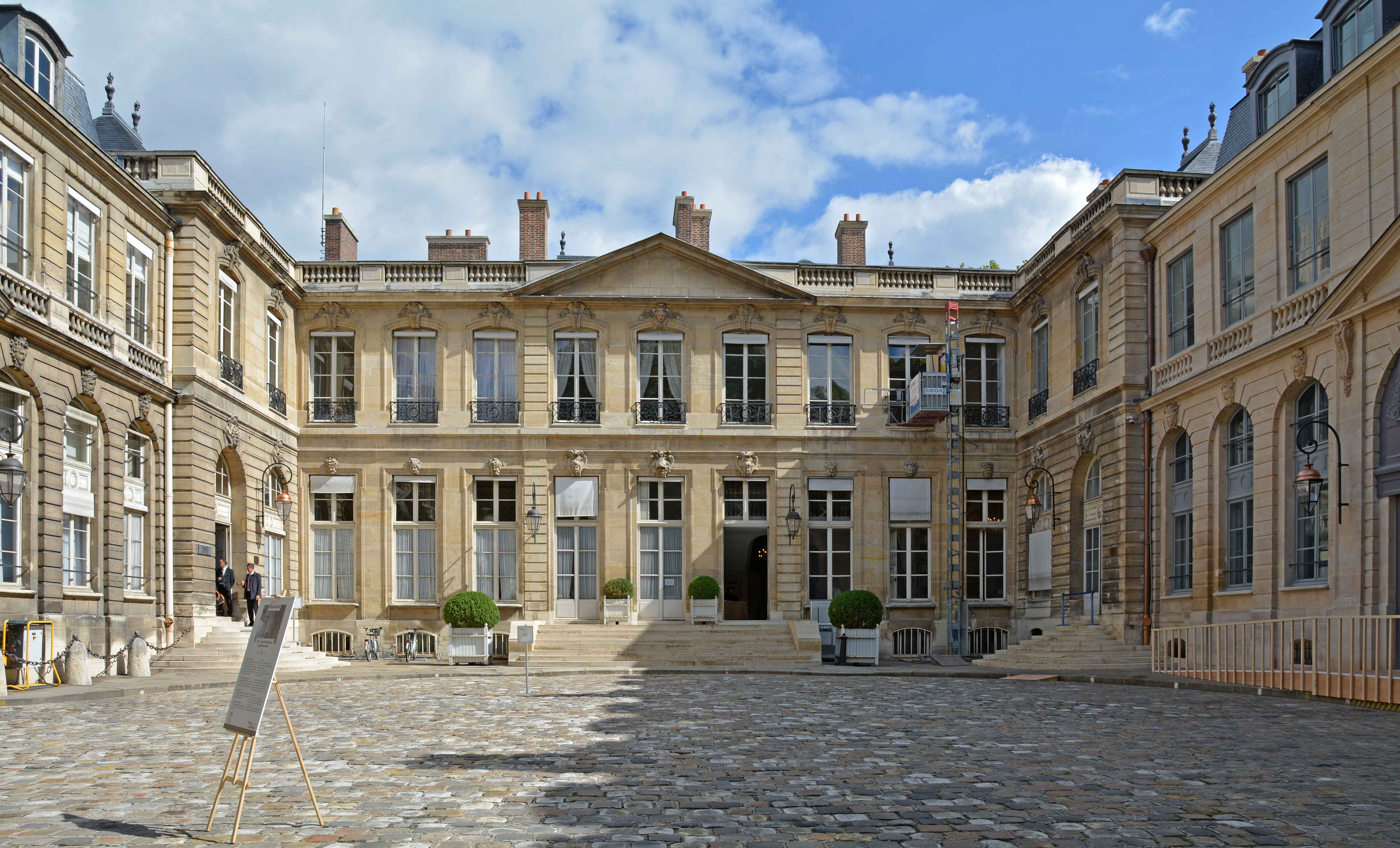
Hôtel Molé

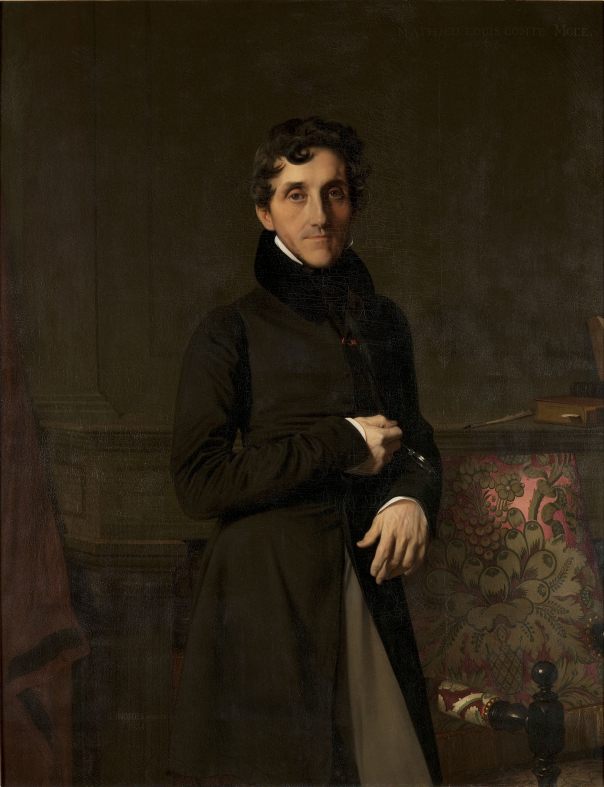
Mathieu-Louis Molé

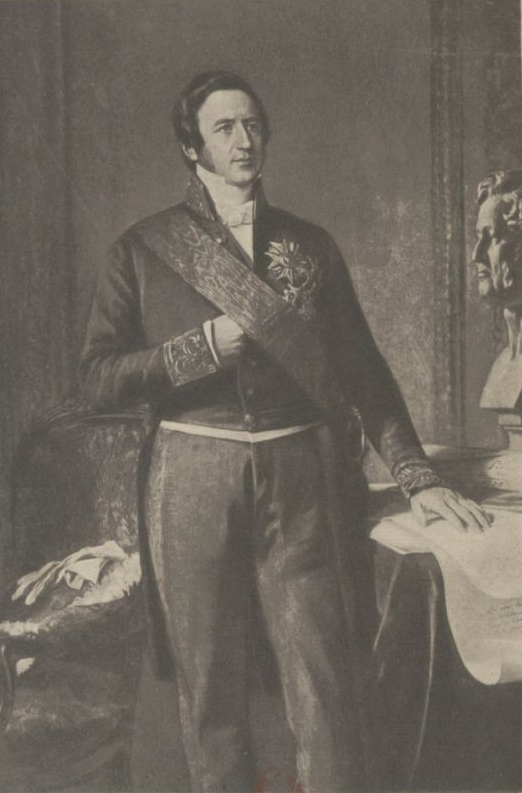
Camille de Montalivet

Die Conférence Molé wurde während der Julimonarchie von den Grafen Molé und de Montalivet im Hôtel der Familie Molé im Stadtteil Saint-Germain-des-Prés am 19. März 1832 gegründet. (Damals war dort der Staatsrat untergebracht; heute befindet sich dort das Umweltministerium.) König Louis-Philippe I. unterstützte die Gründung. Graf Molé empfing zahlreiche Jurastudenten und Anwaltsschüler, um sie auf das Sprechen vor Publikum vorzubereiten. Er war während der Französischen Revolution aus dem Exil zurückgekehrt und hatte sich in England von den damals sehr beliebten debating societies inspirieren lassen. Er wollte eine Struktur schaffen, in der sich eine „Elite für die Kenntnis des Parlamentarismus und der hohen Staatsämter“ herausbilden konnte. In diesem Club sollte das gesamte Wissen über das Funktionieren einer Demokratie vermittelt werden.
Einer der Mitbegründer war ein Herr Pontmartin (möglicherweise Armand de Pontmartin). Ein anderer war der Rechtsanwalt Huard-Delamarre. Es gab drei Richter: Adrien Gastambide, Gustave Aignan und Édouard Ternaux. Vier der Gründer waren Mitglieder des Staatsrats: Mortimer Ternaux, Achille Guilhem, Prosper Hochet und Édouard Bocher. Charles His und der Graf de Cambis waren Botschaftssekretäre und Grille de Beuzelin war Ministerialbeamter. Weitere Gründer waren Edmond Anthoine, Édouard Goupil, Francisque Lefèvre und Alp d’Herbelot.
Um 1845 ging in der Molé eine ähnliche, bekannte Gesellschaft auf, die Conférence d’Orsay. Die Conférence d’Orsay war 1839 von einigen jungen konservativen Aristokraten und Jurastudenten gegründet worden, die sich am Quai d’Orsay trafen.
Im Jahr 1850 zog die Conférence Molé in die Rue des Saints-Pères 40 um und folgte damit der Académie nationale de médecine. Dort blieb sie bis zum 7. Juli 1939.
Die Molé war während der Julimonarchie eher gemäßigt konservativ und stand dem autoritären Regime des Zweiten Kaiserreichs kritisch gegenüber. Sie war einer der wenigen Orte, an denen während des Kaiserreichs ein gewisses Maß an freier öffentlicher Diskussion erlaubt war. Léon Gambetta wurde 1861 in die Molé aufgenommen und schrieb an seinen Vater: „Es ist kein bloßer Anwaltsverein, sondern eine echte politische Versammlung mit einer Linken, einer Rechten, einer Mitte; Gesetzesvorschläge sind der einzige Diskussionsgegenstand. Dort werden alle politischen Männer Frankreichs geformt; es ist ein wahrer Übungsplatz für den Tribun.“ Wie viele andere französische Redner erlernte auch Gambetta die Kunst des öffentlichen Redens in der Molé. Zu dieser Zeit traf sich die Molé im Café Procope in der Rue de l’Ancienne-Comédie, einem der ältesten Kaffeehäuser von Paris. Weitere aktive Mitglieder in dieser Zeit waren Ernest Picard, Clément Laurier und Léon Renault.
In der Dritten Republik wurden viele Mitglieder der Molé zu führenden Politikern im Parlament, so dass sich aufstrebende Politiker um eine Mitgliedschaft bemühten. Am 28. April 1876 fusionierte die Conférence Molé mit der Conférence Tocqueville, die 1863 gegründet worden war. Bis 1886 zählte die Conférence Molé-Tocqueville 344 Mitglieder und 376 ehemalige Mitglieder.
Von den 320 Kabinettsmitgliedern zwischen 1871 und 1914 gehörten 43 der Conférence Molé-Tocqueville oder einer Vorläuferorganisation an. Bei den Pariser Stadträten war das Verhältnis ähnlich.
Zwischen dem Ersten und dem Zweiten Weltkrieg gehörten 105 Abgeordnete der Conférence Molé-Tocqueville an, bevor sie gewählt wurden. Nach dem Zweiten Weltkrieg nahm sie ihre Arbeit wieder auf und führte während des Algerienkrieges lebhafte Debatten. In den 1970er Jahren kam sie zum Erliegen. Ein Dokument aus dem Jahr 1989 datiert die letzten Spuren ihrer Existenz auf das Jahr 1978. In den 1990er Jahren wurde die Konferenz wiederbelebt, um über die Beteiligung der Zivilgesellschaft am wirtschaftlichen und sozialen Gefüge Frankreichs zu diskutieren.

## Organisation
Der Sitz der Conférence Molé befand sich in der Rue de Poitiers 8, in der Académie nationale de médecine. Die Zahl der Mitglieder war zunächst auf 80 begrenzt, die sich auf vier Kommissionen verteilten. Später wurde die Zahl auf 150 erhöht, ohne dass die Kommissionen erwähnt wurden. Jedes Jahr wurde eine Liste der Mitglieder erstellt, die aufgenommen werden wollten. Jeder Kandidat musste von drei Mitgliedern unterstützt werden, von denen einer eine Erklärung abzugeben hatte. Die Aufnahmegebühr betrug 10 Francs, der Beitrag 24 Francs pro Sitzung oder 48 Francs pro Jahr. Nach zehn Jahren Mitgliedschaft wurde man Ehrenmitglied. Die Molé war ein Ort, an dem sich junge Männer der Elite mit angesehenen älteren Männern treffen konnten. Der Vorstand war ein ständiges Gremium, im Gegensatz zur Präsidentschaft, die nur sechs Monate dauerte und zwischen einem Präsidenten der Linken und einem der Rechten wechselte.
Die Gesellschaft bildete junge Menschen in Debatten und in der Arbeitsweise einer gesetzgebenden Kammer aus. Ihr Ziel war es, Gesetzgebung, Verwaltung, politische Ökonomie und allgemeine Politik zu studieren und zu diskutieren. Die Mitglieder trafen sich sechs Monate im Jahr wöchentlich. Die Verfahren waren denen der Abgeordnetenkammer oder des Corps législatif nachgebildet. Ein Mitglied brachte einen Gesetzesentwurf ein, der vom Ausschuss geprüft und dann der Generalversammlung vorgelegt wurde. Nach der Diskussion stimmten die Mitglieder über den Gesetzentwurf ab. Themen waren unter anderem Prostitution, Dezentralisierung und Vereinigungsfreiheit.
Es war üblich, dass ein Mitglied bei der ersten Gelegenheit nach seiner Aufnahme seine Antrittsrede hielt. Die Mitglieder bildeten Fraktionen auf der Grundlage ihrer politischen Zugehörigkeit, ähnlich den Fraktionen im Parlament. Der Sitzungssaal enthielt „Schreibtische wie im Plenarsaal, einen Ausschuss und eine Galerie“. Franck Chauveau, Präsident der Gesellschaft im Jahr 1876, sagte: „Hier gewinnt man auf natürliche Weise den Geschmack an den freien Institutionen, am Geist der Diskussion und der freien Prüfung, an den Gewohnheiten des parlamentarischen Lebens, dessen Abbild die Conférence ist.“

## Persönlichkeiten (Staatspräsidenten und Premierminister)
- François Arago (1786–1853), Präsident Ministerrat
- Aristide Briand (1862–1932), Premierminister
- Louis Buffet (1818–1898), Premierminister
- Sadi Carnot (1837–1894), Staatspräsident
- Jean Casimir-Perier (1847–1907), Staatspräsident
- Georges Clemenceau (1841–1929), Premierminister
- Émile Combes (1835–1921), Premierminister
- Paul Deschanel (1855–1922), Staatspräsident
- Paul Doumer (1857–1932), Staatspräsident
- Gaston Doumergue (1863–1937), Staatspräsident
- Armand Fallières (1841–1931), Staatspräsident
- Félix Faure (1841–1899), Staatspräsident
- Jules Ferry (1832–1893), Premierminister
- Charles Floquet (1828–1896), Premierminister
- Léon Gambetta (1838–1882),Premierminister
- Jules Grévy (1807–1891), Staatspräsident
- Émile Loubet (1838–1929), Staatspräsident
- Patrice de Mac-Mahon (1808–1893), Staatspräsident
- Jules Méline (1838–1925), Premierminister
- Pierre Mendès France (1907–1982), Premierminister
- Alexandre Millerand (1859–1943), Staatspräsident
- Louis-Mathieu Molé (1781–1855), Premierminister
- René Pleven (1901–1993), Premierminister
- Raymond Poincaré (1860–1934), Staatspräsident
- Alexandre Ribot (1842–1923), Premierminister
- Jules Simon (1814–1896), Premierminister
- André Tardieu (1876–1945), Premierminister
- Adolphe Thiers (1797–1877), Staatspräsident
- René Viviani (1863–1925), Premierminister
- Pierre Waldeck-Rousseau (1846–1904), Premierminister

Eine ausführliche Mitgliederliste findet sich in der französischen Sprachversion.